# Se7en
Se7en (ook wel geschreven als Seven) is een Amerikaanse film uit 1995 van David Fincher met Brad Pitt, Morgan Freeman, Kevin Spacey en Gwyneth Paltrow in de hoofdrollen. In de film gaan twee rechercheurs op zoek naar een seriemoordenaar die doodt volgens de zeven hoofdzonden: vraatzucht, hebzucht, luiheid, lust, afgunst, hoogmoed en wraak.

## Verhaal
Rechercheur William Somerset, gespecialiseerd in moordzaken, heeft nog één week te gaan voor zijn pensioen. Tijdens zijn laatste week dienst werkt hij samen met de opvliegende maar idealistische rechercheur David Mills, die onlangs met zijn vrouw Tracy naar een niet nader genoemde grote stad is verhuisd. 
Somerset en Mills onderzoeken een reeks moorden die zijn geïnspireerd door de zeven hoofdzonden: het eerste slachtoffer is een ziekelijk zwaarlijvige man die gedwongen werd te eten tot zijn maag barstte, wat staat voor Vraatzucht. Het tweede slachtoffer is de strafrechtadvocaat Eli Gould, die werd vermoord nadat hij gedwongen werd een pond vlees van zichzelf af te snijden, wat verwijst naar Hebzucht. De aanwijzingen bij de moordscènes leiden hen naar het appartement van een verdachte, waar ze het derde slachtoffer vinden, een drugsdealer en kinderverkrachter die vastgebonden is aan een bed, helemaal uitgemergeld en nauwelijks nog in leven, wat verwijst naar Luiheid. Het derde slachtoffer verkeert in kritieke toestand en kan niet reageren op de vragen van Somerset en Mills. Dagelijkse foto's van het slachtoffer, genomen over de periode van een jaar, laten zien dat de misdaden ver van tevoren werden gepland.
Nadat ze een vriendschap met Somerset heeft gesloten, vertrouwt Tracy hem toe dat ze zwanger is en dat ze het Mills nog niet heeft verteld omdat ze niet gelukkig is in de stad en vindt dat het geen plaats is om een kind op te voeden. Somerset heeft sympathie voor het feit dat hij vele jaren eerder een soortgelijke situatie heeft gehad met zijn ex-vriendin, en adviseert haar om het Mills alleen te vertellen als ze van plan is het kind te houden.
Op aanraden van Somerset gebruiken de rechercheurs een clandestien achterpoortje, en laat Somerset iemand van de FBI uitzoeken wie bepaalde boeken zoals De goddelijke komedie van Dante, The Canterbury Tales van Chaucer of andere titels gerelateerd aan de Hoofdzonden heeft geleend. Zo kunnen ze "John Doe" identificeren en komen ze zijn adres te weten. Wanneer ze aan de deur van zijn appartement staan, komt Doe aan in de gang. Doe vuurt op hen en slaat op de vlucht. Mills zet de achtervolging in, waarbij hij van een brandtrap valt en zijn arm verwondt. Mills doorzoekt een vrachtwagen voordat hij met een moersleutel op zijn hoofd wordt geslagen. Terwijl Mills op de grond ligt, komt Doe op hem af en houdt hem even onder schot voordat hij wegloopt. Het appartement van Doe bevat duizenden notitieboekjes die zijn psychopathie onthullen, evenals een aanwijzing voor een andere moord. De rechercheurs komen te laat om een man tegen te houden die door Doe onder schot werd gedwongen om een prostituee te vermoorden door haar te verkrachten met een op maat gemaakte strap-on met aan de voorzijde een groot mes, wat verwijst naar Lust. De volgende dag bezoeken ze de plaats delict van een vijfde slachtoffer, een model wiens gezicht werd verminkt door Doe. Ze kreeg de mogelijkheid om hulp in te roepen en misvormd te leven of zelfmoord te plegen door pillen in te nemen. Ze koos voor de laatste optie, wat verwijst naar IJdelheid.
Wanneer Somerset en Mills terugkeren naar het politiebureau, geeft Doe zichzelf onverwacht aan. Hij is bedekt met het bloed van een ongeïdentificeerd slachtoffer. Doe biedt aan om zijn misdaden te bekennen, maar alleen op voorwaarde dat hij Somerset en Mills naar een geheime locatie mag begeleiden waar de slachtoffers die Afgunst en Woede vertegenwoordigen vermoedelijk begraven zijn, anders zal hij ontoerekeningsvatbaarheid pleiten. Somerset is op zijn hoede, maar Mills is het ermee eens. Tijdens de rit betuigt Doe zijn gebrek aan berouw voor zijn misdaden, verklaart hij dat zijn slachtoffers verdienden te sterven, en belijdt hij dat hij een martelaar is die door een hogere macht werd gekozen om de wereld uit haar staat van apathie te schokken. Doe maakt ook cryptische, dreigende opmerkingen tegen Mills, die blijft geloven dat Doe gewoon krankzinnig is.
Doe's aanwijzingen leiden de rechercheurs naar een afgelegen locatie. Een paar minuten na hun aankomst komt er een bestelauto aan. Mills houdt Doe onder schot terwijl Somerset de chauffeur gaat onderscheppen, die zegt dat hij de opdracht kreeg om een doos op een bepaald uur naar hun coördinaten te brengen. Somerset opent de doos en zegt in een plotselinge paniek tegen Mills dat hij zijn wapen moet laten zakken. Doe onthult dat hij zelf de zonde van Afgunst vertegenwoordigt, omdat hij Mills' leven met Tracy benijdde en impliceert dat de doos Tracy's onthoofde hoofd bevat. Doe treitert Mills en vertelt hem dat Tracy smeekte om haar leven en het leven van haar ongeboren kind. Hij reageert met verbazing en verrukking wanneer hij zich realiseert dat Mills niet wist dat Tracy zwanger was. Ondanks Somersets waarschuwingen vervult een woedende Mills zijn eigen rol als Woede en schiet Doe dodelijk en herhaaldelijk neer, waarmee hij het plan van Doe voltooit. Somerset en de commissaris kijken toe terwijl de geschokte Mills wordt weggevoerd. Wanneer de commissaris vraagt wat Somerset gaat doen, zegt die dat hij in de buurt zal blijven, wat impliceert dat hij niet met pensioen zal gaan. In een voice-over citeert Somerset vervolgens Ernest Hemingway: "Hemingway schreef ooit: 'De wereld is een fijne plek en is het waard om voor te vechten'. Met het tweede deel ben ik het eens.".

## Productie
Voor de rol van rechercheur Mills werd eerst Denzel Washington gevraagd. Brad Pitt dreigde uit het project te stappen indien de producenten het tragische einde zouden aanpassen. De rol van John Doe was eerst aangeboden aan Michael Stipe, de zanger van R.E.M..
Se7en is een duistere thriller die zich afspeelt in een onbekende, donkere, regenachtige stad. De sombere cinematografie van Darius Khondji, de makeup van horrorspecialist Rob Bottin en de smerige, vervallen sets van Arthur Max, waar lampen zeldzaam zijn, zorgen voor een mysterieuze neo noir-stijl en een claustrofobische sfeer. Deze stijl zorgt voor de spanning in de film en blijft kleven, zelfs nadat de setting in de slotscène is verplaatst naar het platteland. De filmmakers probeerden de film angstaanjagend te maken met die stijl, en niet door de gruwelijkheden te tonen. De (vaak gruwelijke) moorden worden niet getoond in de film, maar de lijken en de moorden worden wel besproken in de dialogen.
De schokkende, springerige openingstitels zijn gemaakt door Kyle Cooper. Ze refereren aan het werk van de avant-garde filmmaker Stan Brakhage.

## Ontvangst
De film werd een groot succes en bracht wereldwijd bruto $327,3 miljoen op, het tienvoudige van wat hij kostte. Ook kreeg de film enkele prijzen. De editor Richard Francis-Bruce werd genomineerd voor een Oscar en scenarioschrijver Andrew Kevin Walker werd genomineerd voor een BAFTA. Ook won de film drie MTV Movie Awards, namelijk "Beste Film", "Beste Slechterik" (Kevin Spacey) en "Meest Begeerde Man" (Brad Pitt). Voor David Fincher was deze film het bewijs van zijn talenten, nadat zijn debuutfilm Alien³ geflopt was.

## Rolverdeling
| Acteur            | Personage                        |
| ----------------- | -------------------------------- |
| Brad Pitt         | Rechercheur David Mills          |
| Morgan Freeman    | Rechercheur William Somerset     |
| Gwyneth Paltrow   | Tracy Mills                      |
| Kevin Spacey      | John Doe                         |
| R. Lee Ermey      | Commissaris                      |
| Richard Roundtree | Openbaar aanklager Martin Talbot |
| John C. McGinley  | SWAT-teamleider California       |
| Richard Portnow   | Dr. Beardsley                    |
| Mark Boone Junior | FBI-agent                        |
| Leland Orser      | Man in massagesalon              |
| Richard Schiff    | Mark Swarr                       |

## Trivia
- Somersets insignenummer is 714, hetzelfde als dat van Joe Friday uit de populaire televisieserie Murder Investigation.
- Het nummer 7 keert meerdere malen terug in de film. Zo beginnen alle gebouwen in de openingsscène met het nummer.
- Vlak voordat Mills John Doe neerschiet, is het gezicht van zijn vrouw te zien in een flits. Deze techniek zou Fincher vaker gebruiken in de film Fight Club.
- De film komt ook als bijzaak voor in de film The Butterfly Effect.
- Se7en is een van de weinige Amerikaanse films die te zien zijn geweest in Iran.